# Victoria Alonsopérez
Victoria Alonsopérez (Montevideo; 22 d'octubre de 1987) és una enginyera electricista i empresària uruguaiana. És la creadora de Chipsafer, una plataforma que permet monitorar i detectar anomalies en el comportament del bestiar de manera remota i autònoma i que permet prevenir l'expansió de malalties. Chipsafer va guanyar en 2012 la competència per a Joves Innovadors de la Unió Internacional de Telecomunicacions.

## Biografia
Va estudiar en la Universitat de la República a Montevideo, la Universitat Internacional de l'Espai i Singularity University.
Entre 2014 i 2016 va ser presidenta del Consell Consultiu de la Generació Espacial. Des de 2016 és membre de la junta de directors de la Fundació Espacial i assessora especial del president de la Federació Internacional Astronàutica.
.

## Premis
- En 2011 és finalista en RASC-AL Competència organitzada per NASA i el National Institute of Aerospace
- En 2011 gana el Barcelona ZeroG Aerobatics Challenge
- En 2012 gana la Competència per a Joves Innovadors de la Unió Internacional de Telecomunicacions
- En 2013 rep el premi a Millor Jove Inventora de l'Organització Mundial de la Propietat Intel·lectual
- En 2014 el Banc Interamericà de Desenvolupament va seleccionar a Chipsafer com la Startup més Innovadora d'Amèrica Llatina i el Carib i amb Major Potencial d'Impacte.
- En 2014 és seleccionada com a Innovadora de l'Any per MIT Technology Review l'Argentina & Uruguai
- En 2015 és seleccionada per a participar del Fortune/State Department Global Women's Mentoring Partenariat
- En 2015 Chipsafer queda en el segon lloc en la competència global Chivas Regal The Venture
- En 2015 és seleccionada per la BBC en llista de 30 dones empresàries menors de 30, 30 women entrepreneurs under 30, i en la seva llista de 100 Women, 100 dones notables
- En 2016 en VV100 és seleccionada una de les 100 dones top en Vital Voices Global Leadership Network
- En 2016 rep el premi de Jove Líder Espacial de la Federació Internacional d'Astronàutica